# Sin/Pecado
Sin/Pecado is het derde album van de Portugese gothic metal-band Moonspell. Het album is uitgebracht in 1998.

## Tracklist
| Nr. | Titel                           | Duur |
| --- | ------------------------------- | ---- |
| 1.  | Slow Down!                      | 0:40 |
| 2.  | Handmade God                    | 5:33 |
| 3.  | 2econd Skin                     | 4:50 |
| 4.  | Abysmo                          | 4:59 |
| 5.  | Flesh                           | 3:02 |
| 6.  | Magdalene                       | 6:16 |
| 7.  | Vulture Culture (Gloria Domini) | 4:59 |
| 8.  | Eurotica                        | 3:49 |
| 9.  | Mute                            | 6:00 |
| 10. | Dekadance                       | 5:49 |
| 11. | Let the Children Cum to Me      | 6:53 |
| 12. | The Hanged Man                  | 6:26 |
| 13. | 13!                             | 6:00 |